# Đoàn Liêm Nghĩa
Đoàn Liêm Nghĩa (段廉義, ?-1080) là vị hoàng đế trong lịch sử nước Đại Lý từ năm 1075 đến năm 1080. Ông là con của vua Đoàn Tư Liêm. Năm 1080, Dương Nghĩa Trinh giết vua Đoàn Liêm Nghĩa cướp ngôi.